# Zbigniew Promiński
Zbigniew Robert Promiński (Tczew, 30 de dezembro de 1978), mais conhecido como Inferno, é um baterista polonês, conhecido por suas contribuições nas bandas Artrosis, Deus Mortem, Christ Agony, Behemoth, Damnation, Devilyn e Witchmaster.
Zbigniew se juntou ao Behemoth em 1997 e é tido como um dos mais rápidos e tecnicamente proficientes bateristas do cenário do Death Metal na atualidade. Uma amostra de sua velocidade pode ser escutada na canção do Behemoth "Modern Iconoclast", do álbum Zos Kia Cultus, em "Slaying the Prophets ov Isa" e em "Pazuzu" de The Apostasy, em que "Inferno" chegou a 270bpm no estúdio, enquanto em Slaves Shall Serve, no Sweden Rock Festival em 2005, ele tocou em torno de 290bpm.

## Discografia

### Behemoth
- 1998: Pandemonic Incantations
- 1999: Satanica
- 2000: Thelema.6
- 2002: Zos Kia Cultus (Here and Beyond)
- 2004: Demigod
- 2007: The Apostasy
- 2009: Evangelion
- 2014: The Satanist

### Azarath
- 2001: Demon Seed
- 2003: Infernal Blasting
- 2006: Diabolic Impious Evil
- 2009: Praise the Beast
- 2017: In Extremis

### Witchmaster
- 2002: Masochistic Devil Worship

### Damnation
- 1996: Rebel Souls
- 1997: Coronation